# Campylosiphon
- Commons
- Wikispecies

Campylosiphon é um género botânico pertencente à família Burmanniaceae.